# Texas Alexander
Alger „Texas“ Alexander (* 12. September 1900 in Jewett, Texas; † 16. April 1954 (nach anderen Angaben 18. April 1954) in Richards, Texas) war ein US-amerikanischer Blues-Sänger.

## Leben und Werk
Alexander, der selbst kein Instrument spielte, machte seine ersten Aufnahmen 1927 für Okeh Records. Für seine musikalische Begleitung sorgten im Laufe der Zeit Gitarristen wie Little Hat Jones, Lonnie Johnson und Lowell Fulson, aber auch bekannte Gruppen wie die The Mississippi Sheiks, King Oliver’s New Orleans Band und Clarence Williams.
Neben seiner musikalischen Tätigkeit arbeitete er als Baumwollpflücker oder im Gleisbau. Um 1940 wurde seine Karriere unterbrochen, da er wegen Mordes ins Gefängnis musste. Nach seiner Freilassung trat er wieder auf, oft gemeinsam mit Lightnin’ Hopkins, der gelegentlich als sein Cousin bezeichnet wird, wofür es aber keinen Beleg gibt. Mit ihm machte er 1947 auch einige Aufnahmen für Aladdin Records. Auch mit dem Pianisten Buster Pickens machte er Aufnahmen. Seine letzten Aufnahmen stammen aus dem Jahr 1950, sie waren weitgehend erfolglos. 1954 starb Texas Alexander an Syphilis.
Insgesamt nahm Alexander über 60 Titel auf, die Mehrzahl davon vor 1930. Sein Gesangsstil war eng angelehnt an die Field Hollers. Zu seinen bekanntesten Stücken gehören Corn Bread Blues und Frisco Train.

## Diskographie
- 1995: Texas Alexander, Vol. 1 (1927). Document Records
- 1996: Long Lonesome Day Blues. P-Vine Records
- 2000: Texas Alexander, Vol. 2 (1928 bis 1930). Document Records
- 2000: Texas Alexander, Vol. 3 (1930 bis 1950). Document Records
- ?: Texas Troublesome Blues. Agram Blues